# 白石角

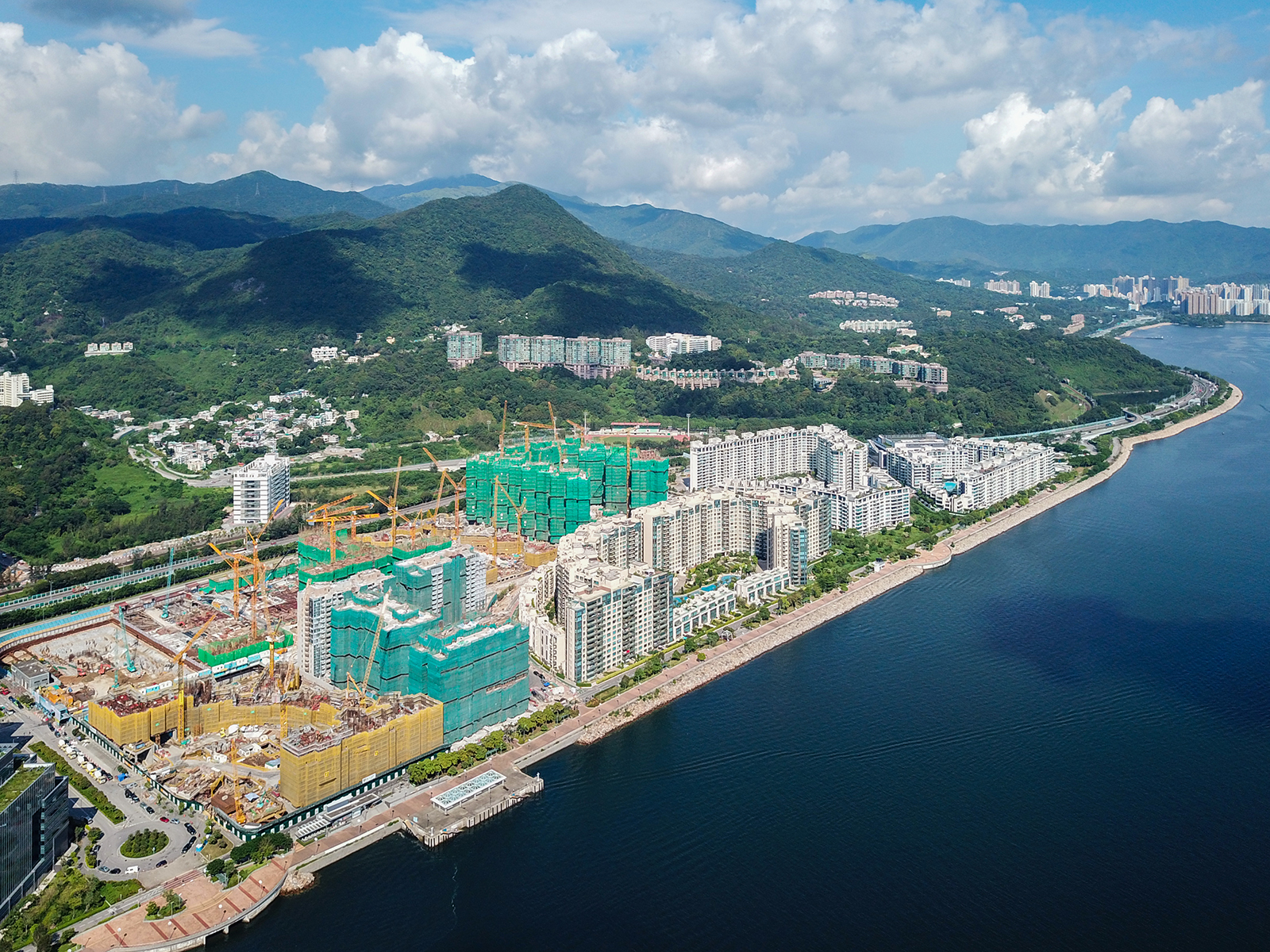
白石角（2018年）

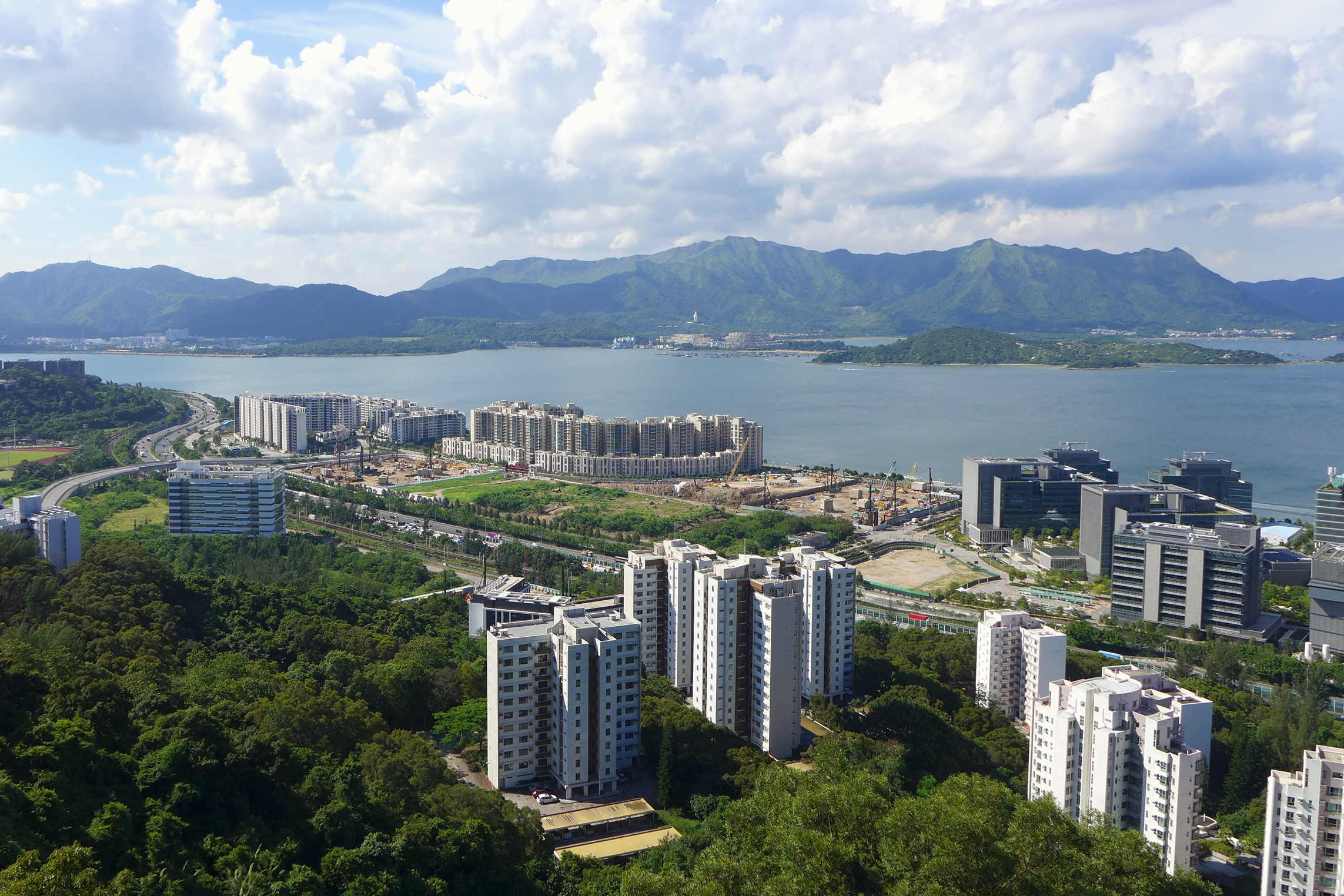
從香港中文大學遠望白石角（2016年）

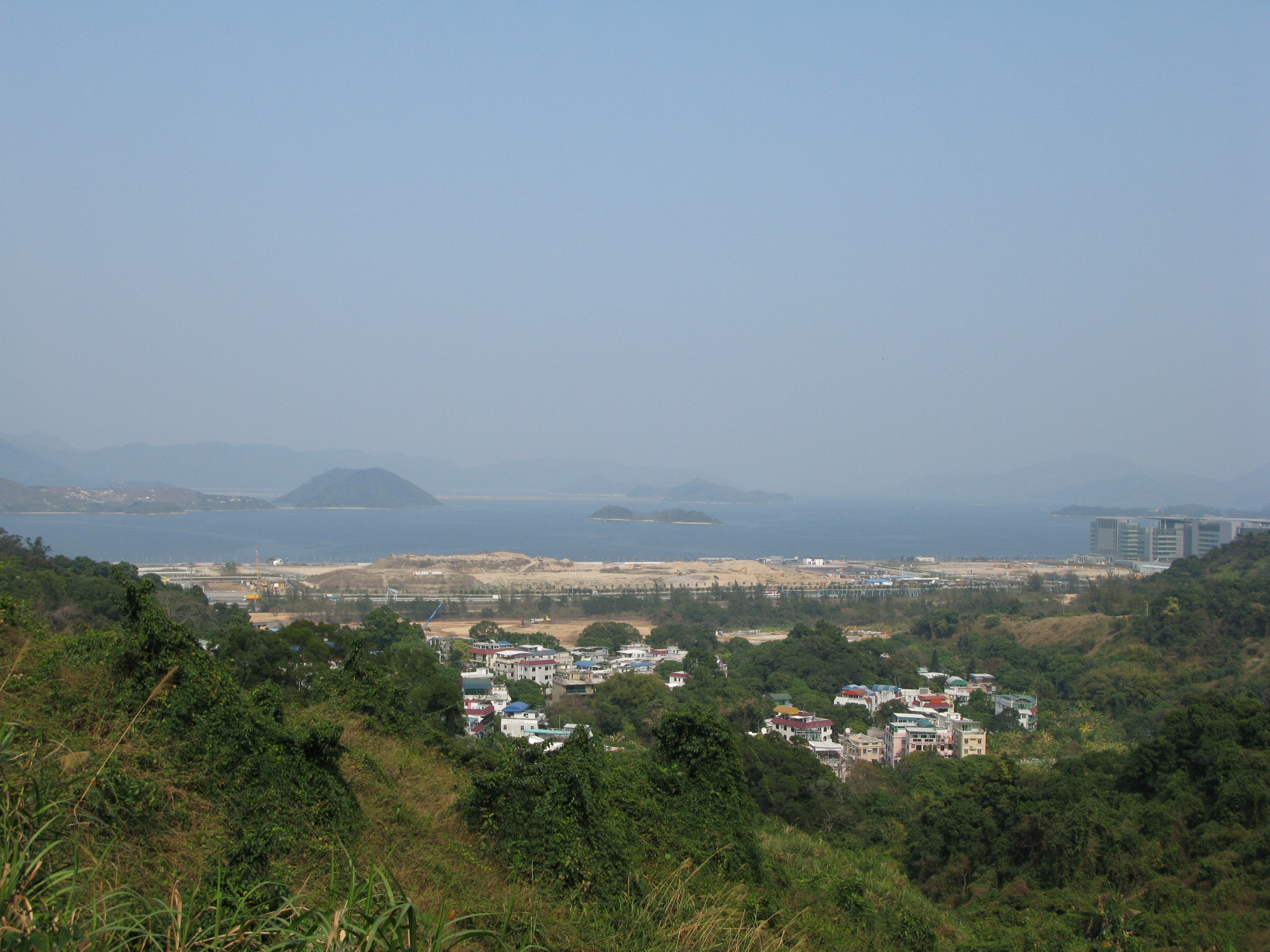
遠望白石角填海區（2008年）

白石角（英語：Pak Shek Kok）是香港新界大埔區南端，馬料水以北的吐露港沿岸地區，位處大埔區邊緣，以香港中文大學地界及舊鐵路（九廣鐵路）彎位為大埔區及沙田區分界線。該處最主要的發展有香港教育大學白石角運動中心及於2004年落成啟用的香港科學園。2013年起陸續有大量私人住宅入伙，成為新住宅區。

## 地理
白石角一帶土地主要由填海造地所得，其中吐露港公路以東的白石角土地，於1996至2003年間填築，佔地面積約70公頃，當中22公頃屬於香港科學園；而吐露港公路以西部分（大埔39區），已於1980年代建造吐露港公路時填築，惟一直受制於九廣鐵路軌道而無法發展，直至1988年6月，九廣鐵路樟樹灘走線的路段發生非常嚴重的出軌事件後，才於1995年把受影響的路段拉直，使整塊土地得以發展。
科學園所在地原爲吐露港海域，故該處原來的大埔區與沙田區分界採用直線劃界的方式（由樟樹灘南端向丫洲方向劃出一條直線作爲兩區界線），填海工程完成後，這條直線便將科學園建築地盤範圍切割成東南和西北兩部分，其中東南部屬沙田區，西北部屬大埔區（但目前整個科學園所屬的三張地契均使用大埔市地段編號），界線位置約爲現今的科研路以東綠悠臺一帶。隨着科學園第二、三期工程完成，分區劃界有待調整。
在東面住宅區發展方面，2007年9月17日，香港特區政府拍賣白石角發展區第1期B住宅用地，由南豐地產、信和置業、永泰亞洲及嘉華國際投得，興建中密度住宅及獨立屋。合計之前拍賣之白石角A至D地盤，五個地盤建築樓面共計達200萬呎，合併發展為天賦海灣（包括第4期逸瓏灣），於2012年至2015年陸續入伙。其後鄰近原用作科學園及康樂用地亦陸續改為住宅用地，並悉數在2015至16年間標售（其中億京發展海日灣成為白石角除天賦海灣外首個申售住宅項目）。
為滿足市民對私樓的需求，政府在2014年將區內白石角多幅原用作科學園第四期發展及康樂用地的8公頃用地，改劃為四個中密度住宅項目，連及恒地蕉坑項目，同區住宅供應將逾6,300伙單位。有關改劃惹來不少批評，在公眾諮詢期間有九成九反對政府的修訂。有立法會議員認為會對交通配套造成不勝負荷，質疑政府放棄支持本地的創新科技產業發展。但政府認為辦公室樓面的需求已足夠，認為「絕對可滿足現有及新增人口的需要」。而改劃後雖然建有多幢豪華住宅，但交通和社區配套嚴重不足。當中包括車位不足，引起有大量違例泊車問題。而區內的民生配套的不完善，目前區內只得逸瓏坊商場，只能滿足基本的民生需要。

## 未來發展
未來白石角發展主力吐露港公路以西的規劃地帶大埔39區為主，當中有一部分為閒置土地，位于香港中文大學與鹿茵山莊間，背靠白石角住宅區。其中一部分由香港教育大學作白石角運動中心，內有田徑運動場、5個網球場，1個草地足球場及1個人造草足球場，而靠近環迴北路之土地亦已有一部分劃入香港中文大學（沙田市地段437號）內，以供中大建造羅桂祥綜合生物醫學大樓及賽馬會研究生宿舍2及3座，使中大校園橫跨沙田及大埔兩區。至今中大仍向政府爭取增批鄰近預留未用土地，以增建更多研究生宿位及科研設施，及連接博研路的新校門（目前只有行人閘門，必須以中大通及密碼開啟，外人無法經此通道進出大學）。另外原先預留建造小學的兩塊土地，政府亦已將其改作住宅用地（附設一所安老院），並於2019年初由新鴻基地產投得，到2022年4月中命名為Silicon Hill。
另一方面恒地於2014年7月中向城規會申請，將位於鹿茵山莊前方的蕉坑丈量約份第34約及36號多個地段，合共39.2萬平方呎用地，用作興建興建6幢14層至22層高私人住宅。部份用地會交由相關政府或代表作房屋發展，預計可以興建4幢17至18層高公營房屋，提供約536伙單位。

## 主要住宅項目

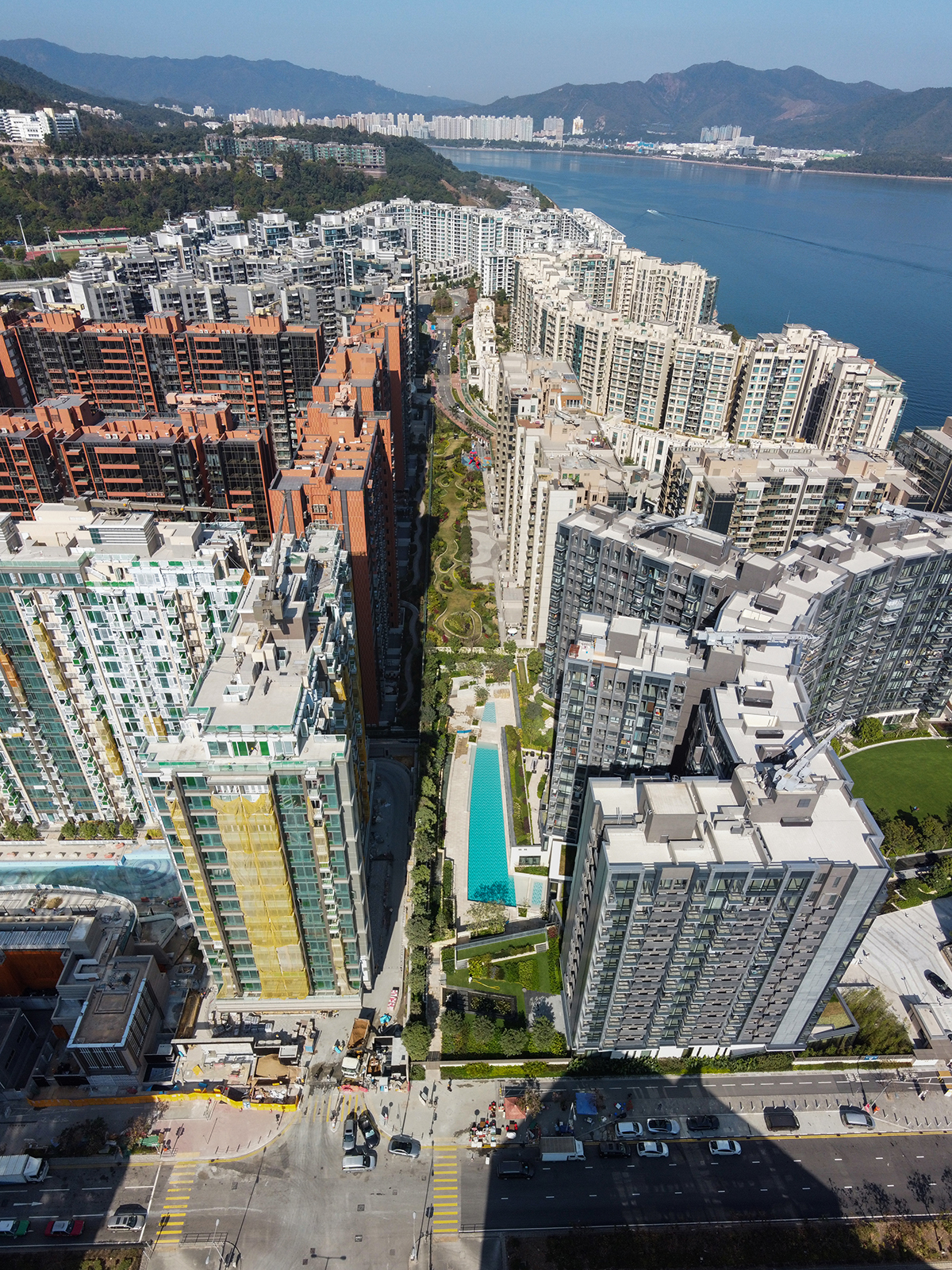
白石角一帶的樓宇非常高密度，只有少量空間作通風廊，並只限指定的物業住客才可享用該空間

該處有8個住宅項目，共提供8206伙單位，容納2.4萬人口。
- 天賦海灣I至III：信和置業、永泰地產及南豐集團合作發展
- 逸瓏灣：信和置業及嘉華國際合作發展
- 海日灣：億京發展（10/2019 入伙）
- 雲滙：新鴻基地產（3/2020 入伙）
- 嘉熙：嘉華國際（3/2020 入伙）
- 海日灣II：億京發展（6/2020 入伙）
- 朗濤：鷹君集團（10/2020 入伙）
- 逸瓏灣8：信和置業（9/2021 入伙）
- Silicon Hill / University Hill：新鴻基地產 （3/2024 入伙）

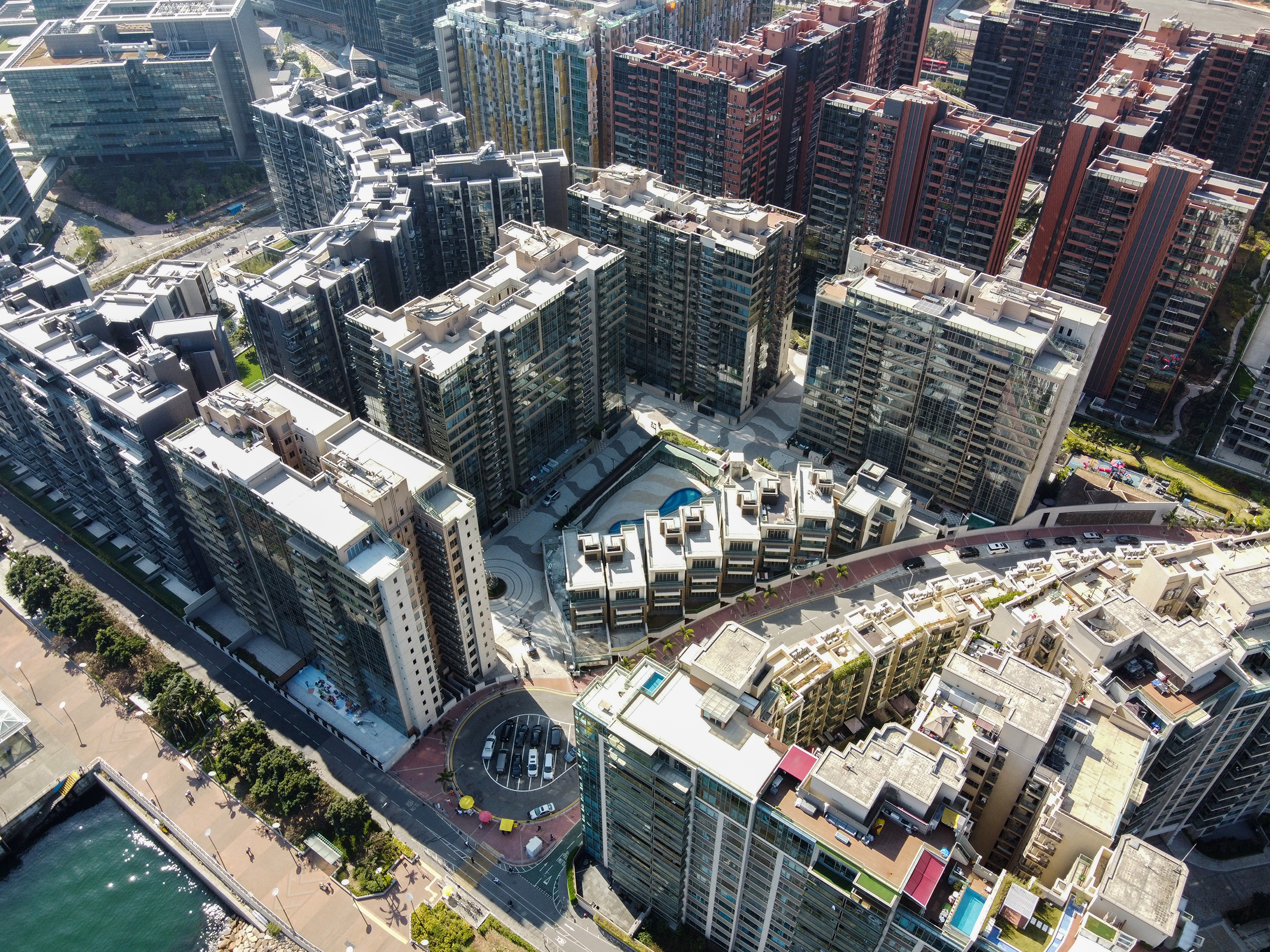
海日灣
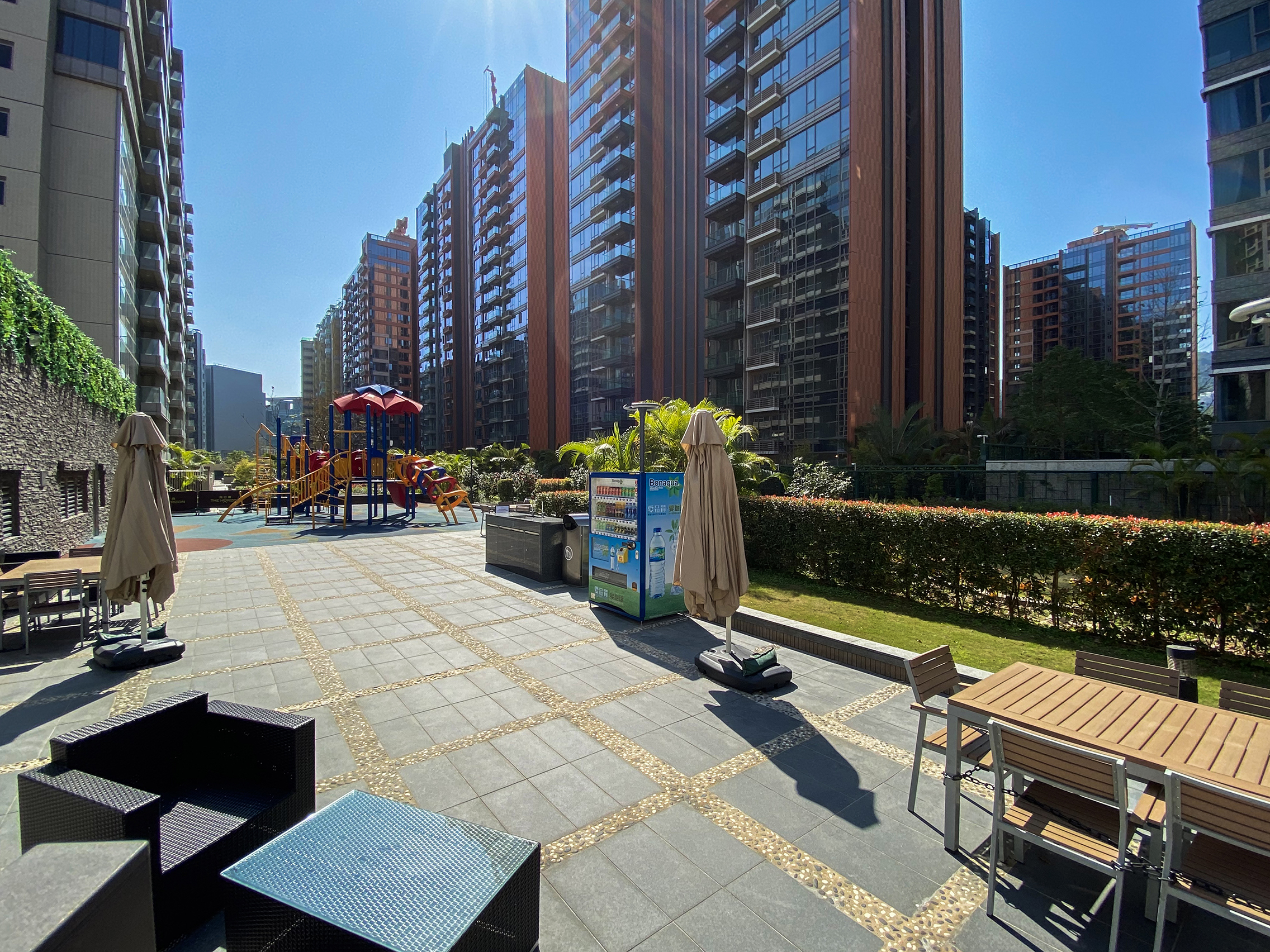
海日灣II
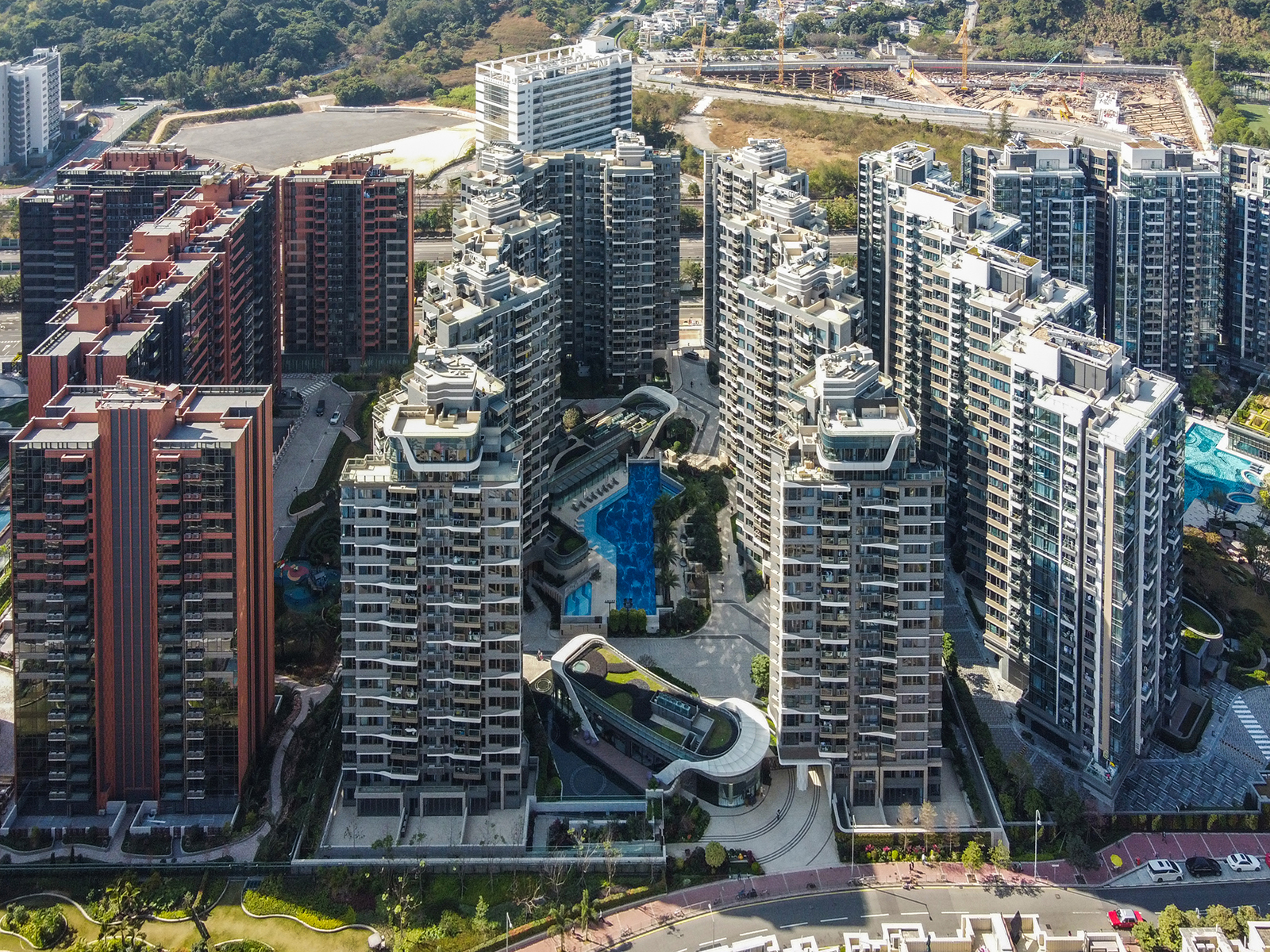
嘉熙
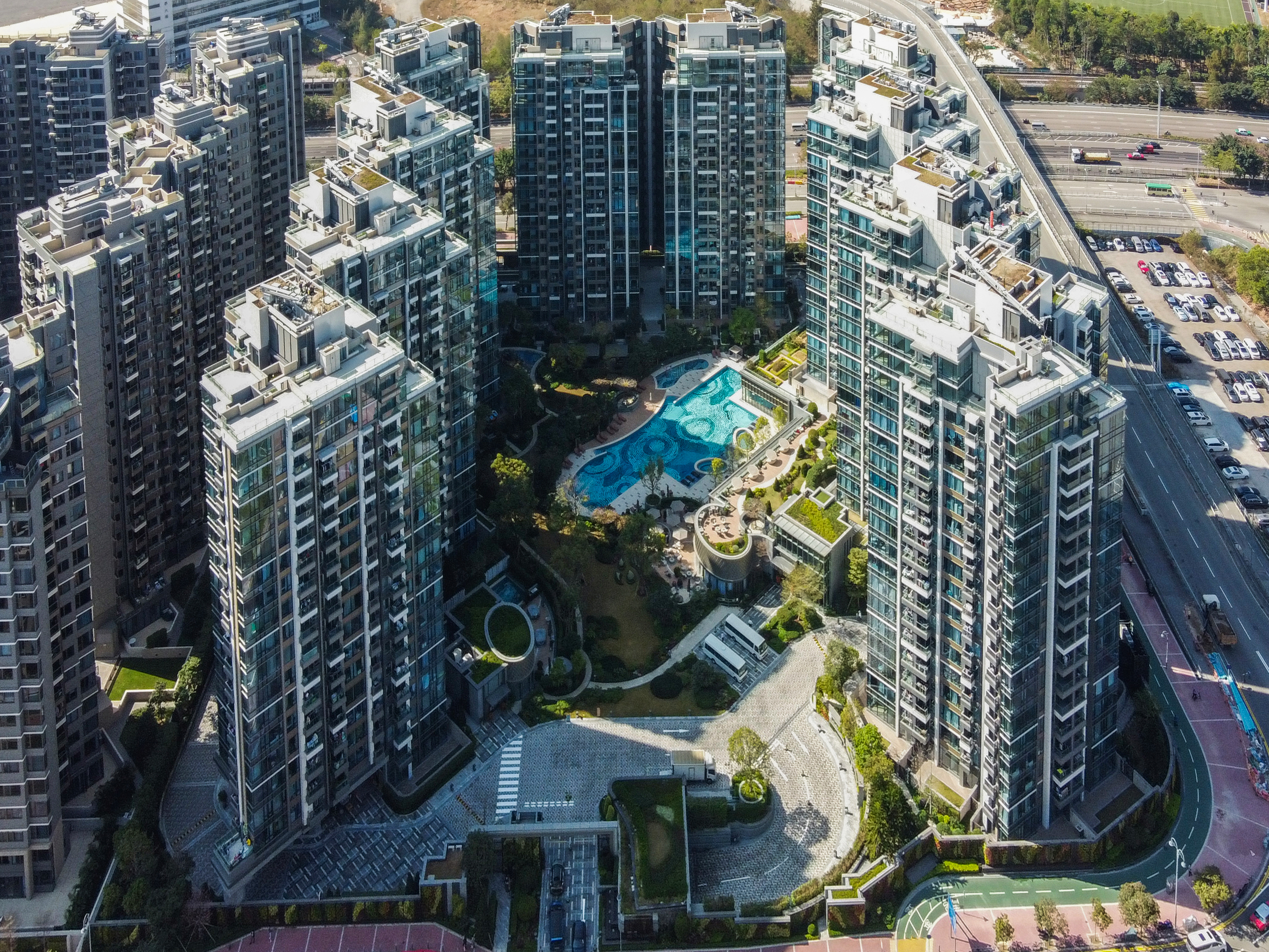
雲滙
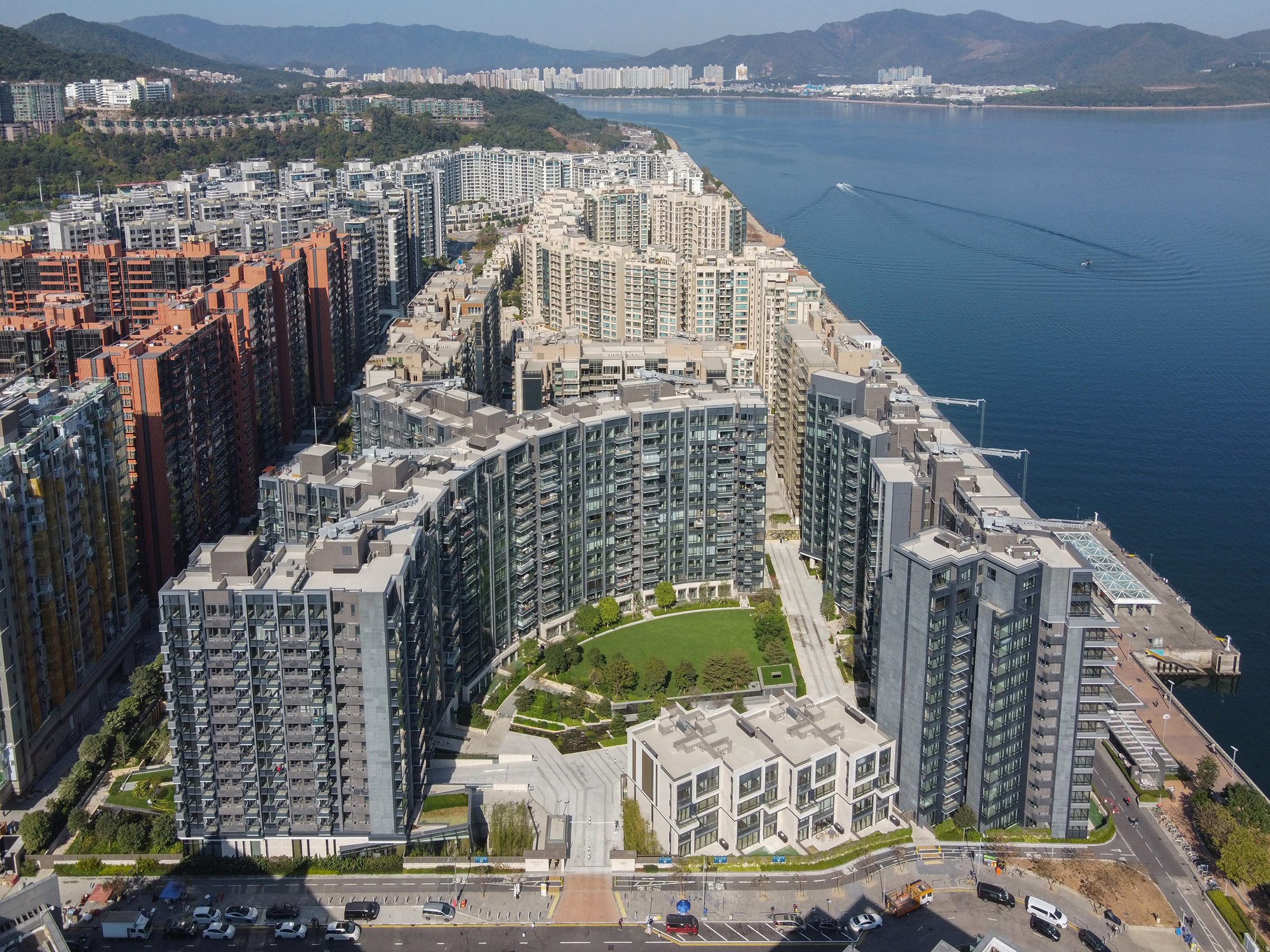
朗濤

## 交通
該處以往交通並不便利。直到2013年3月24日，為配合白石角私人屋苑天賦海灣落成入伙，九巴開辦272A線，新設的白石角總站位於天賦海灣第二期「溋玥‧天賦海灣」旁；而港鐵東鐵綫白石角站為區內一個建議中的車站，但興建與否需要視乎區內的發展密度。
香港政府早年發展科學園時，曾考慮在東鐵綫加設白石角站，計劃中的車站位於現有的大埔墟站和大學站之間。車站服務香港科學園附近一帶，可是由於該區的發展項目均為低密度的豪宅，人口偏低，缺乏效益，而且會增加鐵路行車時間，所以決定擱置加設此站。2021年施政報告，特首林鄭月娥宣佈為改善白石角和科學園一帶公共交通接駁，將會邀請港鐵以現時白石角的香港教育大學白石角運動中心用地為基礎，研究興建東鐵線白石角站，而教大運動中心將會重置到大學本部附近的地點。
2022年12月30日，位於科城路的自動泊車場停車場投入運作，是香港第二個自動泊車系統，提供52個車位，土地固定租期為5年。

## 區議會議席分佈
為方便比較，以下列表主要以科學園路、創新路沿線（即吐露港公路創新路交接點至吐露港公路／大老山公路連接點）為範圍。
| 年度/範圍            | 2000-2003  | 2004-2007  | 2008-2011  | 2012-2015  | 2016-2019  | 2020-2023 |
| -------------------- | ---------- | ---------- | ---------- | ---------- | ---------- | --------- |
| 科學園路、創新路沿線 | 大埔滘選區 | 大埔滘選區 | 大埔滘選區 | 大埔滘選區 | 大埔滘選區 | 宏福選區  |

註：以上主要範圍尚有其他細微調整，請參閱有關區議會選舉選區分界地圖。

## 相關
- 白石角海濱長廊
- 吐露港公路
- 香港科學園
- 港鐵東鐵綫白石角站
- 天賦海灣
- 香港墨爾文國際學校
- 白石角總站